# Огневушка-поскакушка (мультфильм)
«Огневушка-поскакушка» — советский рисованный мультипликационный фильм для детей 1979 года, который создала режиссёр Наталия Голованова по мотивам одноимённого сказа Павла Петровича Бажова.

## Сюжет
В тайге два золотоискателя увидели Огневушку-Поскакушку, предвестницу залежей золота, и, рассорившись и подравшись, рассердили её. Такую историю рассказывал дед внуку Федюньке, как вдруг та же самая девочка появилась перед ними из пламени свечи и, подразнив мальчика, выскочила из избы. Через некоторое время Федя опять встретился с Огневушкой, и та пригласила его к себе в гости.
Зимой старик обнаружил, что у них с внуком кончилась картошка. Попытка заработать на пропитание, меняя самодельные деревянные ложки на картошку, у него оканчивается неудачей. Тогда внук выбирается в лес, в гости к Огневушке, в надежде одолжить картошки. В ответ на просьбу, Огневушка одолжила мальчику волшебную лопату, благодаря которой в тот год дед с Федюнькой безбедно дожили до лета.
А по тем местам, где Огневушка-Поскакушка плясала, люди золото находить стали, прииск открыли. Поскакушинский называется…

## Создатели
| по мотивам сказа          | Павла Бажова |
| автор сценария и режиссёр | Наталия Голованова |
| художники-постановщики    | Макс Жеребчевский, Валентина Гилярова |
| композитор                | Виктор Купревич |
| оператор                  | Борис Котов |
| звукооператор             | Борис Фильчиков |
| ассистенты                | Л. Морозова, Майя Попова |
| художники                 | Анна Атаманова, Зинаида Зарб |
| монтажёр                  | Изабелла Герасимова |
| художники-мультипликаторы | Марина Восканьянц, Марина Рогова, Виолетта Колесникова, Владимир Крумин, Леонид Каюков, Владимир Вышегородцев, Александр Горленко, Лев Рябинин |
| редактор                  | Татьяна Папорова |
| директор картины          | Любовь Бутырина |

## Роли озвучивали
| Актёр          | Роль                     |
| -------------- | ------------------------ |
| Галина Иванова | Огневушка-поскакушка     |
| Виктория Лепко | Федюнька                 |
| Лев Дуров      | рассказчик / дед / мужик |

## Мультфильмы по сказам Павла Бажова
В честь 100-летия Павла Петровича Бажова на студии «Союзмультфильм» разными режиссёрами были сняты мультипликационные экранизации его сказов, в том числе и этот мультфильм:
- 1977 — «Серебряное копытце»
- 1978 — «Горный мастер»

## Переиздания на DVD
Мультфильм переиздавался на DVD в сборниках мультфильмов:
- «Про деда, бабу и курочку Рябу», дистрибьютор «Крупный план», содержание: «Про деда, бабу и курочку Рябу», «Раз — горох, два — горох», «Вершки и корешки», «Про Фому и про Ерёму», «Горшочек каши», «Просто так», «Огневушка-поскакушка», «Серый волк энд Красная Шапочка».
- «Огневушка-поскакушка», серия «Золотая коллекция», «Союзмультфильм», содержание: «Ай-Ай-Ай», «Дядя Миша», «На воде», «Огневушка-поскакушка», «Петух и боярин», «Пойга и лиса», «Про злую мачеху», «Сладкий родник», «Три дровосека», «Тройная уха», «Чудеса в решете», «Чужие следы».